# Heber MacMahon
Heber MacMahon (1600 - † 1650) fou un bisbe catòlic irlandès. Tingué un paper destacat en la Confederació Catòlica de Kilkenny durant la conquesta de l'illa que dugué a terme Oliver Cromwell.
El 1617 ingressà a l'institut de Douai i posteriorment a Lovaina. Rebé l'educació al monestir franciscà de Kiltybegs. Fou ordenat sacerdot el 1625 i nomenat vicari apostòlic de la diòcesi de Clogher per un comunicat papal el 17 de novembre del 1627. Quinze anys després, el 10 de març del 1642, fou nomenat bisbe de Down i de Connor.
El juny del 1643 fou nomenat bisbe de Clogher. Treballà properament a Owen Roe O'Neill durant la rebel·lió del 1641 i s'alià amb el nunci papal Giovanni Battista Rinuccini quan ell arribà a l'illa el 1645. Després de la misteriosa mort d'Owen el 6 de novembre del 1649, el duc d'Ormonde li encomanà el lideratge de l'exèrcit de l'Ulster, compost de 5.000 soldats d'infanteria i 600 de cavalleria.
El 1650 prengué Dungiven, però el juny d'aquell any Cromwell derrotà les forces irlandeses a la batalla de Scarrifholis. Tot i que n'escapà, fou capturat, penjat i decapitat per Charles Coote. Després de la seva mort, es nomenà Philip Crolly vicari apostòlic perquè administrés la diòcesi.